# Blunham
Blunham – wieś i civil parish w Anglii, w hrabstwie ceremonialnym Bedfordshire, w dystrykcie (unitary authority) Central Bedfordshire. Leży 10 km na wschód od centrum miasta Bedford i 73 km na północ od centrum Londynu. W 2011 roku civil parish liczyła 946 mieszkańców. Blunham jest wspomniana w Domesday Book (1086) jako Blunham.